# Teja Podgornik
Teja Podgornik (ur. 27 marca 2000) – słoweńska siatkarka, grająca na pozycji środkowej. Obecnie występuje w drużynie SIP Sempeter.